# Porada ekonomických ministrů
Porada ekonomických ministrů je setkání zástupců vybraných resortů. Rozhodnutí o účastnících porady ekonomických ministrů je na předsedovi vlády. Toto setkání, které se koná poměrně pravidelně před zasedáním vlády, slouží k vyřešení případných rozporů a témat u materiálů, předkládaných k projednání vládě.
V roce 2009 za úřednické vlády Jana Fischera se porady ekonomických ministrů účastnilo:
- ministerstvo financí
- ministerstvo průmyslu a obchodu
- ministerstvo práce a sociálních věcí
- ministerstvo dopravy
- ministerstvo zemědělství
- ministerstvo vnitra
- ministerstvo zahraničních věcí
- ministerstvo životního prostředí
- ministerstvo pro místní rozvoj
- ministerstvo obrany